# Ivan Hagner
Ivan Hagner (født 29. april 1953 i Silkeborg) er en dansk billedkunstner der blandt andet har malet altermaleriet i Træden Kirke. Han startede virksomheden Original Lindoliemaling hvor han selv producerede linoliemaling. Virksomheden blev solgt i 2007. Ivan Hagner arbejdede i mange år som malerkonservator hvor han restaurerede malerier i kirker og altertavler.
Ivan Hagner har gået på Århus Kunstakademi hvor han blev undervist af Mogens Gissel.
Ivan Hagner bor i Slagballe mellem Silkeborg og Horsens.
Ivan Hagner er far til Mia Haarup Hagner Fridthjof og Allan Hagner.
1. ↑  Kunstmaleren - YouTube